# 橘子碗国际网球锦标赛
橘子碗国际网球锦标赛（Orange Bowl International Tennis Championships），被广泛叫做橘子碗，是一项享有盛誉的青少年网球锦标赛，是传统五项ITF青少年巡回赛J500赛事（以前称为A级赛事）之一。该赛事于1947年在迈阿密海滩创办，分为18岁及以下（19岁以下）和16岁及以下（17岁以下）年龄组两个组别，包括男子和女子的单打和双打四个项目。
橘子碗网球锦标赛最初在迈阿密海滩弗拉明戈网球中心（Flamingo Tennis Center）拉开帷幕，该场地至今仍在使用。1999年-2010年期间该项赛事在佛罗里达州基比斯坎的克兰登公园举行。从2011年起前移到佛罗里达州普兰泰申的弗兰克·维尔特里网球中心（Frank Veltri Tennis Center）。
橘子碗比赛是由埃迪·赫尔（Eddie Herr）发起的，他想为他打网球的女儿苏珊娜（Suzanne）在冬季组织一些网球赛事。之后这项赛事的声望和重要性快速提升，甚至被认为是未来世界网球冠军的入会仪式。现在弗拉明戈网球中心入口处的黄铜牌匾上仍然贴着数十年的锦标赛冠军。
获得橘子碗冠军的很多球员在未来都成长为极具影响力的网球运动员，包括安德烈·阿加西、阿瑟·阿什、鲍里斯·贝克尔、比约恩·博里、吉米·康纳斯、吉姆·考瑞尔、斯特凡·埃德贝里、克里斯·埃弗特、罗杰·费德勒、施特菲·格拉夫、贾斯汀·海宁、伊万·伦德尔、哈娜·曼德利科娃、安迪·罗迪克、加布里埃拉·萨巴蒂尼、莫妮卡·塞莱斯、吉列爾莫·維拉斯和马茨·维兰德。截至2024年，迈阿密的瑪麗·喬·費爾南德斯是唯一一位在橘子碗和少年橘子碗锦标赛的每个年龄段（12岁、14岁、16岁和 18岁）中都获胜的球员（无论男女）。然而，林恩·爱泼斯坦（Lynn Epstein）赢得了12岁和14岁组比赛的冠军，并跳过16岁组比赛，并连续两年赢得了18岁组比赛的冠军。迄今为止，爱泼斯坦是唯一一位实现这一壮举的球员。
自1962年以来，两个较低年龄组（12岁及以下和14岁及以下）的比赛被安排在科勒尔盖布尔斯单独举办，被命名为少年橘子碗比赛。16岁以下和18岁以下组在2011年迁移到普兰泰申后将比赛场地从硬地改为红土。
除非参加12岁及以下组比赛，否则参加橘子碗的最低年龄为13岁。